# زارنيل هيوز
زارنيل هيوز (مواليد 13 يوليو 1995) هو عداء بريطاني متخصص في سباقات 100 و200 متر.

## وصلات خارجية
- زارنيل هيوز على موقع الاتحاد الدولي لألعاب القوى (الإنجليزية)
- زارنيل هيوز على موقع الاتحاد البريطاني لألعاب القوى (الإنجليزية)
- زارنيل هيوز على موقع ThePowerOf10.info (الإنجليزية)
- زارنيل هيوز على موقع الدوري الماسي (الإنجليزية)
- زارنيل هيوز على موقع اللجنة الأولمبية الدولية (الإنجليزية)
- زارنيل هيوز على موقع أوليمبيديا (الإنجليزية)
- زارنيل هيوز على موقع اللجنة الأولمبية البريطانية (الإنجليزية)